# Jean-Augustin Renard
Pour les articles homonymes, voir Renard (homonymie).
Jean-Augustin Renard, ou Jean-Baptiste-Augustin Renard, architecte français né à Paris le 28 août 1744, mort dans la même ville, le 24 janvier 1807 .

## Biographie
Il est le fils de Louis Renard, receveur au bureau de la vente des associés de la Manufacture royale des glaces, et Anne Marie Caron, fille de Pierre Charles Caron, bourgeois de Paris, marchand drapier.
Il a obtenu le 2e grand prix de l'Académie royale d'architecture en 1772, et le grand prix, en 1773. Il a reçu son brevet d'élève à l'Académie de France à Rome, le 14 août 1774.
Pendant son séjour à Rome, de 1774 à 1780 il réalise plusieurs projets qu'il adresse au directeur de l'académie royale d'architecture. Il demande que les projets qu'il a envoyé à l'Académie d'architecture lui soient rendus à son retour à Paris, en 1780Il a aussi fait de nombreux dessins pour illustrer le Voyage pittoresque ou Description des royaumes de Naples et de Sicile de l'abbé de Saint-Non. Ces cinq volumes (chez Jean-Baptiste Delafosse, Paris, 1781-1786) ont aussi été illustrés par l'architecte Louis-Jean Desprez (1743-1804) qui a fourni, à partir de 1776, les dessins pour 170 planches, Claude-Louis Châtelet (1753-1794) pour les vues topographiques et panoramiques destinées à montrer les lieux cités, ainsi que Pierre-Adrien Pâris (1745-1819) pour les dessins d'architecture des antiquités d'Herculanum et de Paestum.
À son retour d'Italie, il réalise la décoration de l'hôtel d'Orsay, 69 rue de Varennes. Il avait connu le comte d'Orsay, Gaspard Marie Grimod Du Fort en Italie. Dans les salons décorés à l'Antique, il y a installé des éléments d'architecture que le comte avait rapporté de son voyage en Italie. Dans le jardin il y a installé sa collection de statues qui comportait 235 numéros. En 1783, il est remplacé comme architecte du comte par Charles-Joachim Bénard.
Il est nommé inspecteur des bâtiments du roi en 1784. En 1785, il est adjoint pour l'inspection des carrières à Charles Axel Guillaumot (1730-1807), son beau-père après son mariage avec Marie-Françoise Guillaumot en 1786. Entre 1786 et 1793, il restaure les bâtiments de l'Observatoire de Paris avec Maximilien Brébion. Il intervient aussi sur les écuries royales de Sèvres et de Saint-Germain-en-Laye, la décoration de l'hôtel du prince de Bénévent, rue d'Anjou. Il a aménagé en 1785 le parc du château d'Arminvilliers appartenant au duc de Penthièvre dont Jean-Charles Krafft a donné des dessins (planches 93 à 96) dans son livre Recueil d'architecture.
Il a réalisé le comble vitré du salon d'exposition du palais du Louvre.
Il est contrôleur des Tuileries en 1791 sous l'autorité de l'inspecteur général Jean-François Heurtier.
En 1792, il est promu architecte de la 2e classe de l'Académie royale d'architecture le 10 mars 1792.
Pendant le procès de Marie-Antoinette, l'accusateur a demandé à la reine si « Renard, architecte » n'avait pas favorisé sa fuite. La reine disculpa l'architecte.
En 1794, le ministère des Relations-Extérieures s'est installé dans l'hôtel du marquis de Gallifet construit par l'architecte Étienne-François Legrand, 73 rue de Grenelle, mais dont l'entrée était alors rue du Bac. Il a d'abord été aménagé par Montarnant, architecte des Domaines, avant que l'aménagement lui soit confié. L'appartement ministériel y a logé successivement les ministres Charles-François Delacroix (1795-1797) et Talleyrand (1797-1799). Il a aussi restauré le château de Valençay acheté en 1803 par Talleyrand sur les conseils de Napoléon.
Favorable à la Révolution, il est nommé architecte du département de la Seine, inspecteur général de la grande voirie de Paris et membre du Comité consultatif des bâtiments impériaux.
Il est mort la même année que son beau-père et a dû être inhumé dans la même tombe dans le cimetière de Sainte-Catherine.

### Biographie
- Charles Gabet, Dictionnaire des artistes de l'école française au XIXe siècle, p. 586, chez Madame Vergne, Paris, 1831 (lire en ligne)
- Adolphe Lance, Dictionnaire des architectes français, tome 2, L - Z, p. 241, Vve A. Morel et Cie éditeurs, Paris, 1872 (lire en ligne (vue 252))
- Charles Bauchal, Nouveau dictionnaire biographique et critique des architectes français, p. 717, A. Daly fils et Cie, Pris, 1887 (lire en ligne (vue 737))
- Henry Lemonnier, W. Viennot, Procès-verbaux de l'Académie Royale d'Architecture, 1671-1793, Tome X Table générale, p. 214-215, Librairie Armand Colin, Paris, 1926 (lire en ligne)
- Rabbe, Vieilh de Boisjolin, Sainte-Preuve, Biographie universelle et portative des contemporains, ou Dictionnaire historique des hommes vivants et des hommes morts depuis 1788 jusqu'à nos jours, tome 4, p. 1080, Paris, 1836 (lire en ligne)
- Michel Gallet, Les architectes parisiens du XVIIIe siècle. Dictionnaire biographique et critique, p. 429-430, Éditions Mengès, Paris, 1995  (ISBN 2-8562-0370-1)